# アオゾラペダル
『アオゾラペダル』は、日本の男性アイドルグループ・嵐の通算17枚目となるシングル。2006年8月2日にジェイ・ストームから発売された。

## 概要
前作『きっと大丈夫』からおよそ3か月ぶりのリリース。
嵐のシングル表題曲がカタカナだけなのは、本作が初めてである。
初回限定盤A・初回限定盤B・通常盤の3形態が発売されている。ジャケットデザインはすべて異なる。
通常盤であるが、歌詞ブックレット15Pを封入した[初回プレス限定!デジパック豪華仕様]も存在する。
PVはメンバーの二宮和也が原案を手がけ、佐藤ありさらセブンティーンの専属モデル（当時）3人が出演しているドラマ風のものになっている。PVの監督は、「WISH」も手がけた直（ちょく）。
「アオゾラペダル」はスガシカオが楽曲提供しており、2011年発売の自身のベストアルバム『SugarlessII』の中でセルフカヴァーも行った。また、スガは同年に嵐の後輩グループであるKAT-TUNのデビュー曲「Real Face」の作詞も担当しているため、1998年のSMAPの「夜空ノムコウ」と合わせ、本作でジャニーズ事務所所属のアーティストへの提供は3度目となった。

## チャート成績
初週15.5万枚を売り上げ、8月14日付オリコン週間シングルランキングで初登場1位を獲得した。シングル1位獲得は『PIKA★★NCHI DOUBLE』から6作連続通算13作目となった。

## 収録曲

### CD
※「夏の終わりに想うこと」以降、通常盤のみ収録。
1. アオゾラペダル [5:21]
作詞・作曲：スガシカオ、編曲：石塚知生
  - 櫻井翔主演 アスミック・エース 配給映画『ハチミツとクローバー』エンディングテーマ

嵐のシングル表題曲で最も演奏時間が長い。
2. Kissからはじめよう [4:30]
作詞：youth case、作曲：velvetronica、編曲：ha-j
  - 花王「8×4パウダースプレー」CMソング
3. 夏の終わりに想うこと [4:04]
作詞：小川貴史、作曲・編曲：上野浩司
4. アオゾラペダル（オリジナル・カラオケ）
5. Kissからはじめよう（オリジナル・カラオケ）
6. 夏の終わりに想うこと（オリジナル・カラオケ）

### DVD

#### 初回限定盤A
1. 「アオゾラペダル」ビデオ・クリップ

#### 初回限定盤B
1. 「アオゾラペダル」メイキング・フィルム

## 特典

### 初回限定盤A
- B7サイズのクリアファイル「プチファイル（絵柄A）」封入

### 初回限定盤B
- B7サイズのクリアファイル「プチファイル（絵柄B）」封入

### 通常盤
※初回プレス分のみ
- デジパック豪華仕様（15ページ歌詞ブックレット付）

## 収録アルバム
- Time（#1）
- 5×10 All the BEST! 1999-2009（#1）
- ウラ嵐マニア（通常盤#2, 3）
- 5×20 All the BEST!! 1999-2019（#1）
- ウラ嵐BEST 1999-2007（通常盤#2, 3）

## 映像作品
アオゾラペダル
- ARASHI AROUND ASIA Thailand-Taiwan-Korea（初回限定盤）
- ARASHI AROUND ASIA+ in DOME
- ARASHI AROUND ASIA 2008 in TOKYO
- ARASHI Anniversary Tour 5×10
- ARASHI Anniversary Tour 5×20

Kissからはじめよう
- ARASHI アラフェス NATIONAL STADIUM 2012

夏の終わりに想うこと
- ARASHI アラフェス NATIONAL STADIUM 2012